# Canale YouTube
Un canale YouTube è uno spazio virtuale all'interno della piattaforma YouTube in cui uno o più utenti possono caricare, organizzare e rendere disponibili i propri contenuti video. Ogni canale è associato a un account Google e può essere gestito da una singola persona, un gruppo, un'organizzazione o un'azienda.
I canali possono avere scopi diversi, tra cui:
- intrattenimento (es. vlog, sketch comici, gaming)
- informazione e divulgazione (es. documentari, approfondimenti, tutorial)
- promozione commerciale o aziendale
- creazione artistica e musicale
- attivismo e comunicazione politica

Gli utenti che visitano un canale possono visualizzare i video pubblicati, iscriversi per ricevere aggiornamenti, lasciare commenti e interagire con i creatori tramite strumenti come community post, live streaming e sondaggi.
YouTube fornisce strumenti di personalizzazione del canale, come immagini di copertina, playlist tematiche, sezioni in evidenza e la possibilità di monetizzare i contenuti attraverso il Programma partner di YouTube, sponsorizzazioni o il supporto diretto dei fan (es. tramite YouTube Super Chat o abbonamenti al canale).
Ogni canale è identificato da un URL univoco e può essere cercato tramite nome o parole chiave nella barra di ricerca della piattaforma.